# Oxylides mixtura
Oxylides mixtura är en fjärilsart som beskrevs av Gustaaf Hulstaert 1924. Oxylides mixtura ingår i släktet Oxylides och familjen juvelvingar. Inga underarter finns listade i Catalogue of Life.